# Dawny sąd w Buku
Dawny sąd w Buku – zabytkowy budynek, zlokalizowany na północnej pierzei Placu Reszki w Buku.
Budynek sądu powiatowego, z dwoma kondygnacjami naziemnymi i poddaszem został zbudowany na początku XIX wieku. Sąsiednia zabudowa pochodzi z przełomu XIX i XX wieku i podlega ochronie również jako założenie urbanistyczne. Piętro sądu mieściło cele więzienne. Aresztantami byli m.in. kosynierzy bukowscy z roku 1848, których upamiętnia tablica wmurowana w elewację. Dom pełni funkcje mieszkalne i jest przewidziany do remontu. 